# Melocactus
Melocactus é um gênero botânico da família Cactaceae, conhecidos popularmente como coroa-de-frade.

## Sinonímia
Cactus Britton & Rose

## Espécies
| Melocactus acipinosus Melocactus albicephalus Melocactus andinus Melocactus azureus Melocactus bellavistensis Melocactus concinnus Melocactus conoideus | Melocactus matanzanus Melocactus oreas Melocactus pachyacanthus Melocactus salvadorensis Melocactus sergipensis Melocactus violaceus Melocactus zehntneri - etc. |